# Lymphatisches System

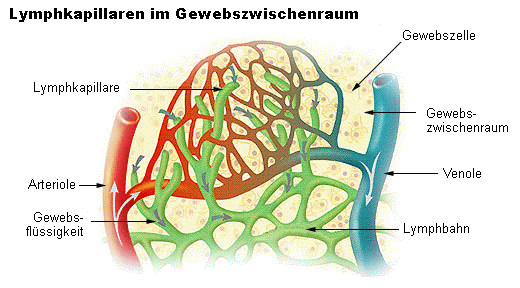
Lymphkapillaren (grün)

Das lymphatische System oder Lymphsystem (lat.-anat. Systema lymphaticum, Systema lymphoideum, Systema lymphaceum oder Systema lymphare) ist ein Teil des Immunsystems (Abwehrsystems) der Wirbeltiere, das gegen Krankheitserreger, Fremdpartikel und krankhaft veränderte Körperbestandteile (z. B. Tumorzellen) schützt. Es gliedert sich in die lymphatischen Organe und das Lymphgefäßsystem. Das Lymphgefäßsystem hat neben der Funktion im Abwehrsystem auch eine Bedeutung beim Flüssigkeitstransport und steht in enger Beziehung zum Blutkreislauf.

## Lymphatische Organe
Die lymphatischen Organe sind spezialisierte Organe zur Differenzierung und Vermehrung der Lymphozyten. Sie werden in primäre und sekundäre lymphatische Organe unterteilt.
In den primären lymphatischen Organen erfolgt die Differenzierung von Vorläuferzellen in immunkompetenten T- bzw. B-Lymphozyten:
- Thymus
- Knochenmark bzw. Bursaäquivalentes Organ bei Säugetieren, Bursa Fabricii bei Vögeln

In den sekundären lymphatischen Organen wird durch Zusammentreffen von Antigenen und immunkompetenten Lymphozyten eine spezifische Immunantwort ausgelöst:
- Lymphfollikel
- Peyer-Plaques
- Tonsillen („Mandeln“)
- Milz
- Lymphknoten
- Wurmfortsatz (Anhang des Blinddarms, oft fälschlich bei der Wurmfortsatzresektion als der „Blinddarm“ bezeichnet)

Milz und Knochenmark übernehmen darüber hinaus noch Funktionen bei Bildung, Speicherung und Abbau des Blutes.
Nach der Gewebszusammensetzung unterscheidet man lymphoepitheliale und lymphoretikuläre Organe.

## Lymphgefäßsystem

Das Lymphgefäßsystem des Menschen ohne die Hirnhaut

Das Lymphgefäßsystem beginnt mit den initialen Lymphgefäßen (fälschlicherweise auch Lymphkapillaren genannt) in der Peripherie, diese enden also „blind“. Diese kleineren Lymphgefäße vereinigen sich zu größeren Lymphgefäßen. In diese Lymphgefäße sind die Lymphknoten als Filterstationen integriert. Dadurch dienen Lymphgefäße auch der Verbreitung der Lymphozyten. Die Lymphgefäße vereinigen sich zu Lymphsammelstämmen, die in die Venenwinkel und damit in die obere Hohlvene und somit in das Venensystem münden. Im Gegensatz zum Blutkreislauf gibt es also keinen „Lymphkreislauf“. Im Lymphsystem werden pro Tag etwa 2 Liter Lymphflüssigkeit (Lymphe) transportiert. Der Transport der lymphpflichtigen Flüssigkeit erfolgt entweder passiv durch die Bewegung der Gliedmaßen und das Zusammenpressen der Lymphgefäße oder aktiv durch die nicht geordneten Kontraktionen der einzelnen Lymphangione (Lymphherzen). Lymphangione sind Lymphgefäßabschnitte mit verdickter Wand, begrenzt durch Ventilklappen, deren glatte Muskulatur sich etwa zehn Mal pro Minute zusammenzieht. Die Lymphflüssigkeit folgt dann dem geringsten Widerstand in Richtung der sich nach proximal erweiternden Lymphgefäße. Durch eine manuelle Drainage und Intermittierende pneumatische Kompression können die Lymphangione angeregt werden und somit etwa sechzig Mal pro Minute kontrahieren.
Neben der Bedeutung bei der Lymphozytenzirkulation spielt das Lymphgefäßsystem eine wichtige Rolle für den Flüssigkeitsabtransport aus den verschiedenen Körperteilen. Teile des Blutes treten im Kapillarbett der Gewebe als interzelluläre Flüssigkeit aus. Diese Gewebsflüssigkeit wird zum einen über die Venen, zum anderen Teil aber als Lymphe über die Lymphgefäße abgeleitet. Die über das Lymphgefäßsystem transportierte Flüssigkeit mündet schließlich in die obere Hohlvene, womit beide Körperflüssigkeiten (Lymphe und Blut) wieder vereint sind. Über das Lymphgefäßsystem werden auch die im Darm resorbierten Fette in den Blutkreislauf transportiert.

## Aussparung von Gehirn und Rückenmark
Zum besonderen Schutz von Gehirn und Rückenmark (ZNS) bestehen nicht nur die Filtersysteme der Blut-Hirn-Schranke und der Blut-Liquor-Schranke, sondern auch die Aussperrung des lymphatischen Systems. Es reicht von außen nur bis in die Hirnhaut. Dort allerdings besteht eine Zufuhr vom gehirneigenen Entsorgungssystem, dem glymphatischen System, wodurch auch das ZNS indirekt an das lymphatische System angeschlossen ist.